# 俠女游龍
《俠女游龍》（英語：The Last Conquest），前名《武侠江山美人》，香港電視廣播有限公司製作的電視劇，共20集，由黄有全監製，羅嘉良、李丽珍、吴咏红、韓馬利、黎耀祥、鍾淑慧等主演，為羅嘉良與李麗珍首部合作作品，取材自少年正德皇帝及李鳳姐的游龍戲鳳傳統故事。拍畢後主攻外地市場，香港則於1994年初凌晨時段首播。

## 構思
本劇原名《武俠江山美人》，顧名思義創作方向為電影《江山美人》（即傳統故事游龍戲鳳）的武俠版本，故事原有人物如正德皇帝、李龍與李鳳兄妹均設定為懂得武功，劇中宮庭鬥爭亦牽涉武功秘笈爭奪。

## 演員表
| 演員   | 角色       |
| ------ | ---------- |
| 羅嘉良 | 正德皇帝   |
| 李麗珍 | 李鳳       |
| 吳詠紅 | 曹文珠     |
| 韓馬利 | 太后       |
| 黎漢持 | 葉守忠     |
| 駿雄   | 李龍       |
| 胡美儀 | 蘇媚       |
| 黎耀祥 | 張祺       |
| 劉江   | 曹昆       |
| 朱鐵和 | 哈瑪馬力加 |
| 鍾淑慧 | 哈瑪栢木兒 |
| 鮑方   | 葛天宏     |
| 羅蘭   | 風九娘     |
| 鄭嵐   | 巧雲       |

## 軼聞
據演員黎耀祥及其妻Julia憶述，他們認識於此劇拍攝期間，Julia是當時劇組人員的朋友，前來探班，後主動追求黎耀祥。